# Амири Курди
Амири Курди (араб. أمير كردي‎, греч. Αμίρι Κούρντι, 11 сентября 1991, Эр-Рияд) — греко-саудовский футболист, защитник клуба «Паниониос».

## Клубная карьера
Амири Курди начинал свою карьеру футболиста в греческом клубе «Паниониос». 19 декабря 2010 года он дебютировал в греческой Суперлиге, выйдя в основном составе в домашнем поединке против «Ариса» из Салоник. 1 апреля 2012 года Курди забил свой первый гол в греческой Суперлиге, укрепив преимущество своей команды в домашней встрече с «Левадиакосом».
В августе 2014 года Амири Курди перешёл в саудовский клуб «Аль-Ахли» из Джидды, где однако крайне редко появляется на поле в официальных матчах.

## Достижения
«Аль-Ахли»
- Чемпион Саудовской Аравии (1): 2015/16
- Обладатель Кубка наследного принца Саудовской Аравии (1): 2014/15
- Обладатель Саудовского кубка чемпионов (1): 2016
- Обладатель Суперкубка Саудовской Аравии (1): 2016